# Reynoutria ×bohemica
Renouée de Bohême
Espèce
Reynoutria ×bohemica, la Renouée de Bohême, est une grande plante herbacée hybride de la famille des Polygonaceae provenant du croisement entre les espèces Reynoutria japonica, la Renouée du Japon et Reynoutria sachalinensis, la Renouée de Sakhaline dont elle possède des caractères intermédiaires principalement foliaires. Du fait de cette hybridité, ses rhizomes sont plus vigoureux et son agressivité écologique lui vaut un caractère invasif redouté. Cette plante est originaire des sols métallifères du Japon et sa présence sur les continents européens et Nord-américains est le reflet de la pollution aux métaux lourds en pleine expansion.

## Description

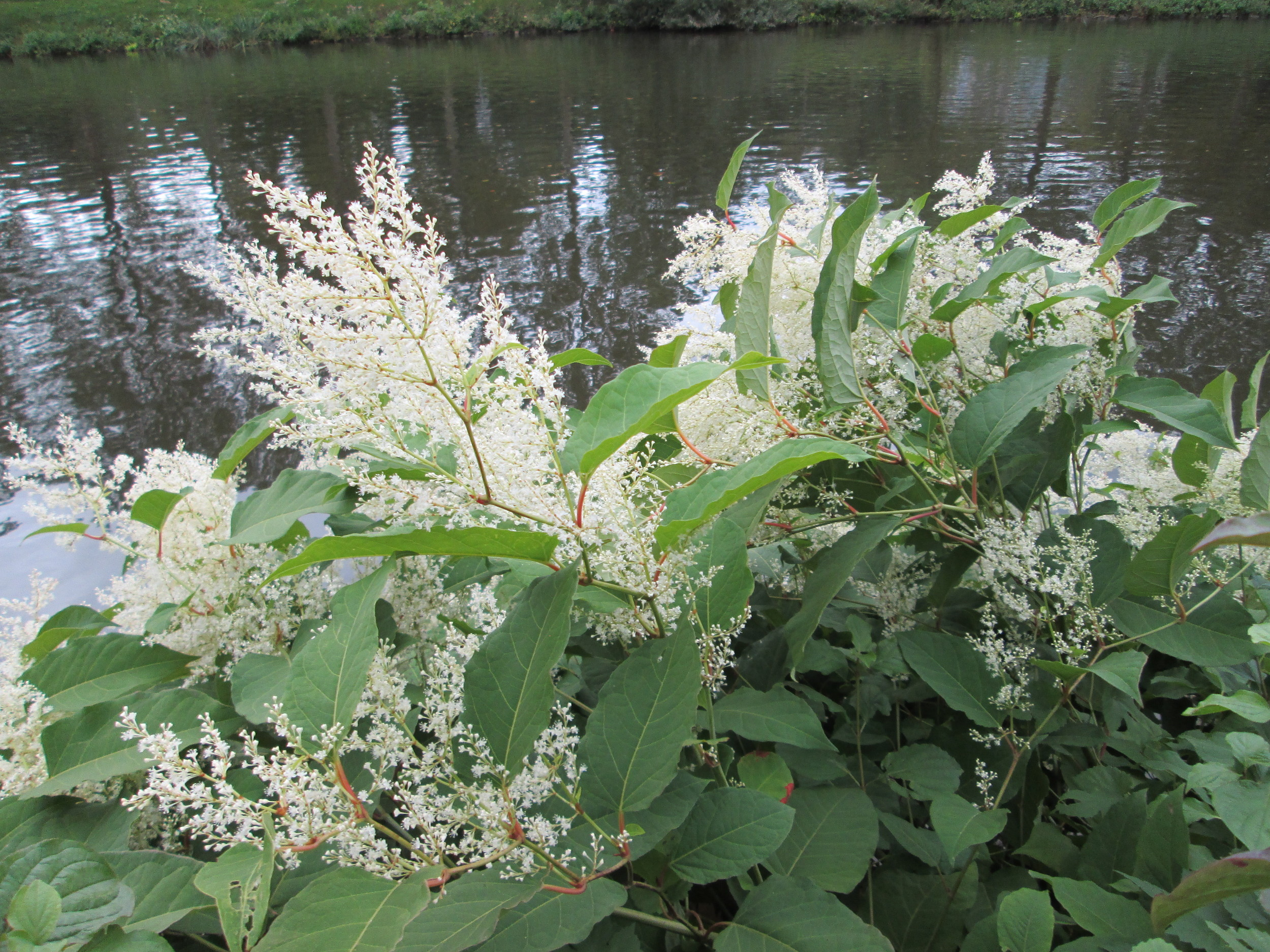
Inflorescences blanches de Reynoutria ×bohemica

Comme ses parents, Reynoutria ×bohemica est une grande plante herbacée à rhizomes puissants qui forme des populations denses pouvant mesurer 3 à 4 m de haut. Ses tiges, qui mesurent généralement moins de 10 mm de diamètre, sont non volubiles, robustes, anguleuses et creuses colorées de vert glauque ou de rougeâtre. Quant aux feuilles, elles sont grandes, pétiolées et pourvues d'une ochréa qui entoure la tige. Les fleurs forment des panicules à l'aisselle des feuilles,.
Reynoutria ×bohemica se différencie de Reynoutria japonica par la face inférieure des feuilles à poils épars, au moins sous les nervures, alors qu'elle est entièrement glabre chez sa parente ; des feuilles médianes dépassant les 7 cm de long et un rapport longueur/largeur inférieur ou égale à 1,5, contrairement à celles de R. japonica qui ne dépassent pas les 7 cm et ont un rapport longueur/largeur supérieur à 1,5. De plus, la base des feuilles n'est pas anguleuse chez R. ×bohemica alors qu'elle est tronquée chez R. japonica. Enfin, les ailes du fruit sont progressivement rétrécies à la base alors que ce rétrécissement est brusque chez R. japonica.
Reynoutria ×bohemica se différencie de Reynoutria sachalinensis par l'ensemble de ses tépales, le périgone, blanc ou blanc cassé alors qu'il est verdâtre chez sa parente ; par les poils de la surface inférieure de ses feuilles droits et inférieurs à 1 mm de long alors qu'ils sont flexueux et supérieurs à 1 mm chez R. sachalinensis ; par la forme de son limbe moins allongé et plus trapu que celui de R. sachalinensis ; par la base de son limbe peu échancrée alors qu'il franchement en forme de cœur chez R. sachalinensis ; par la taille relative de sa grappe florifère mesurant moins de 50% de la feuille correspondante, alors qu'elle est supérieure chez R. sachalinensis, et enfin, par les fleurs mâles dressées à épanouissement lorsqu'elles sont fertiles et étalées lorsqu'elles sont stériles alors que chez R. sachalinensis, les premières sont plutôt étalées et les deuxièmes pendantes.

Comparaison entre les feuilles des Renouées du groupe japonica
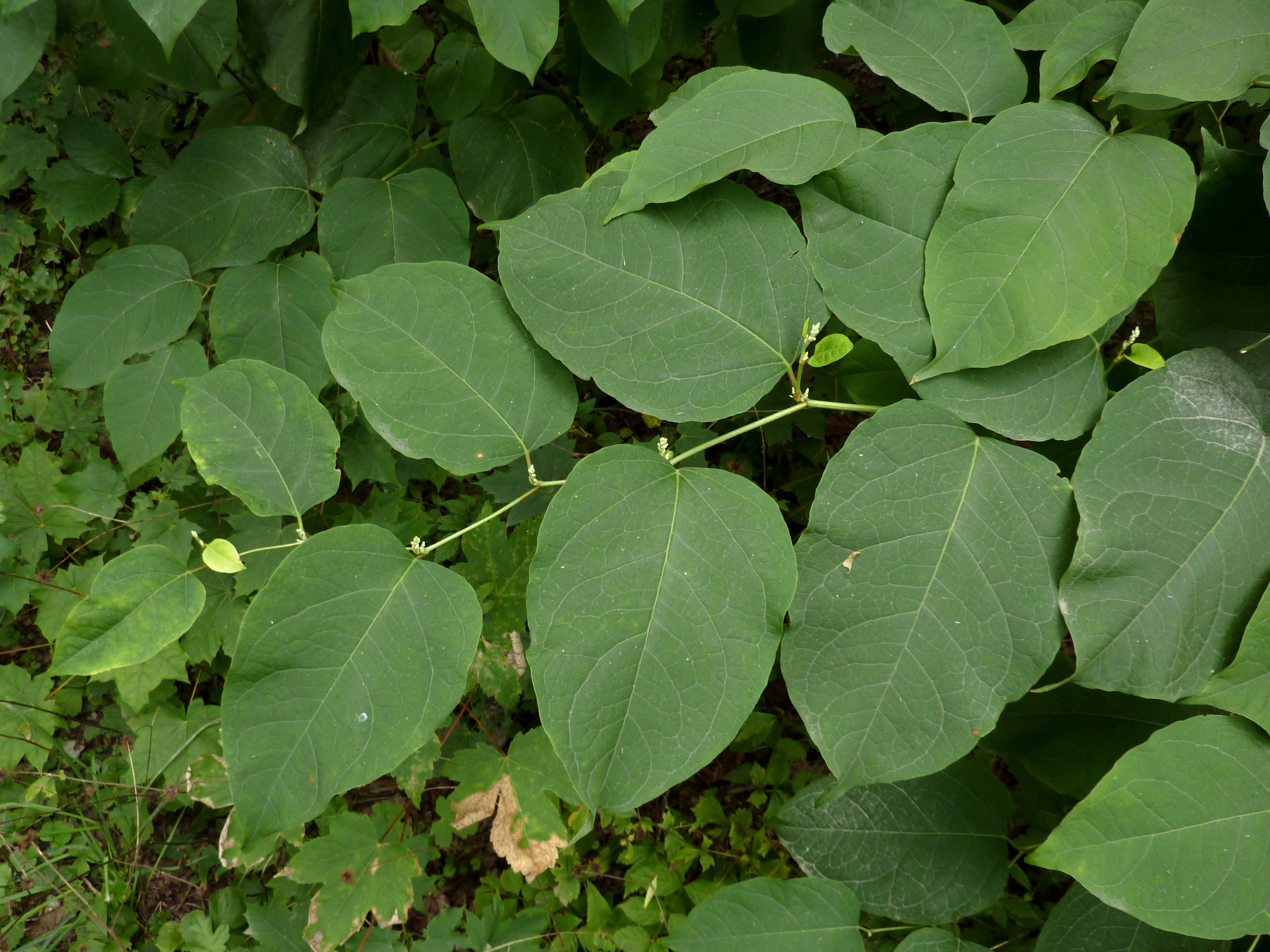
Reynoutria ×bohemica
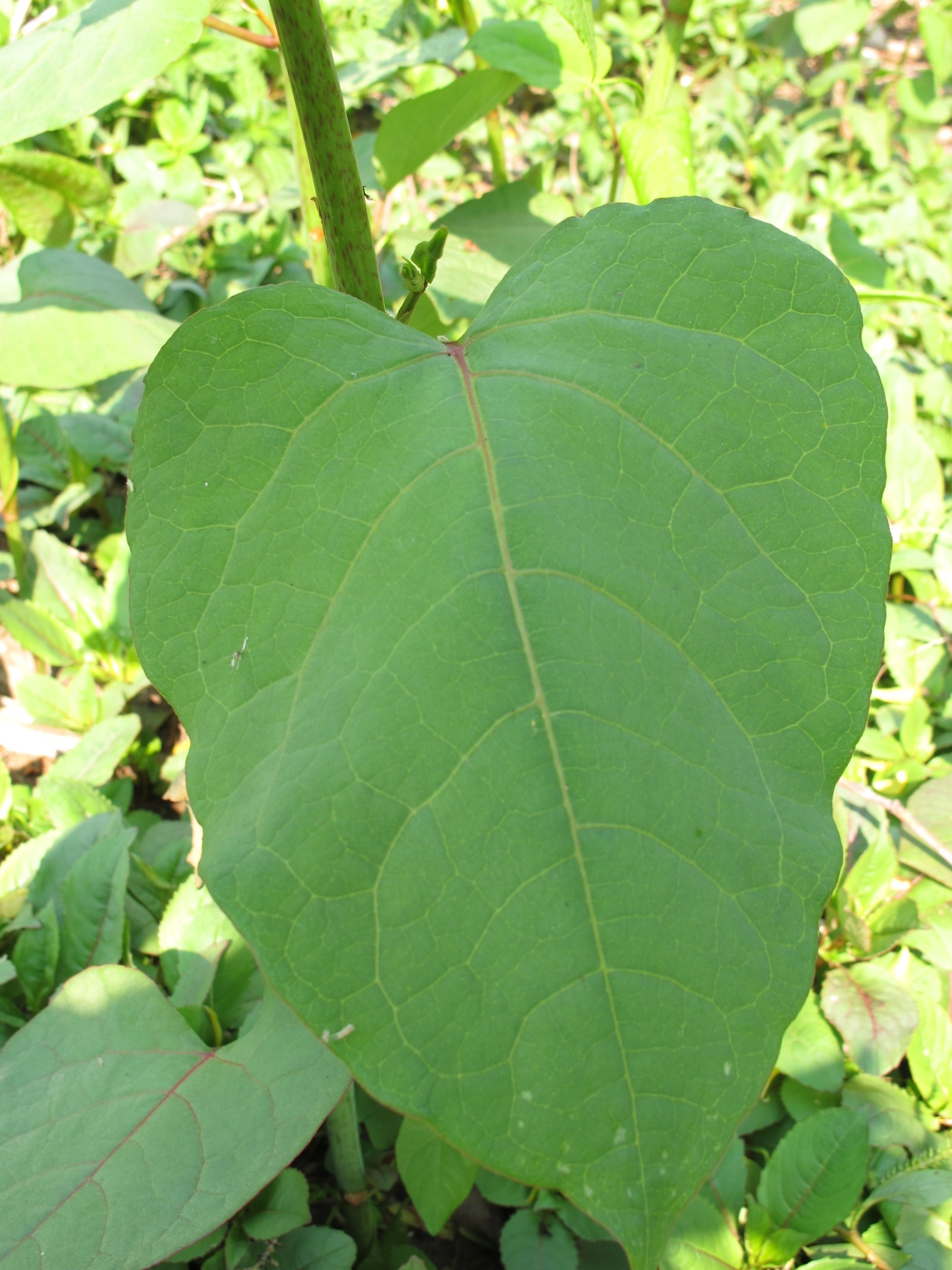
Reynoutria ×bohemica
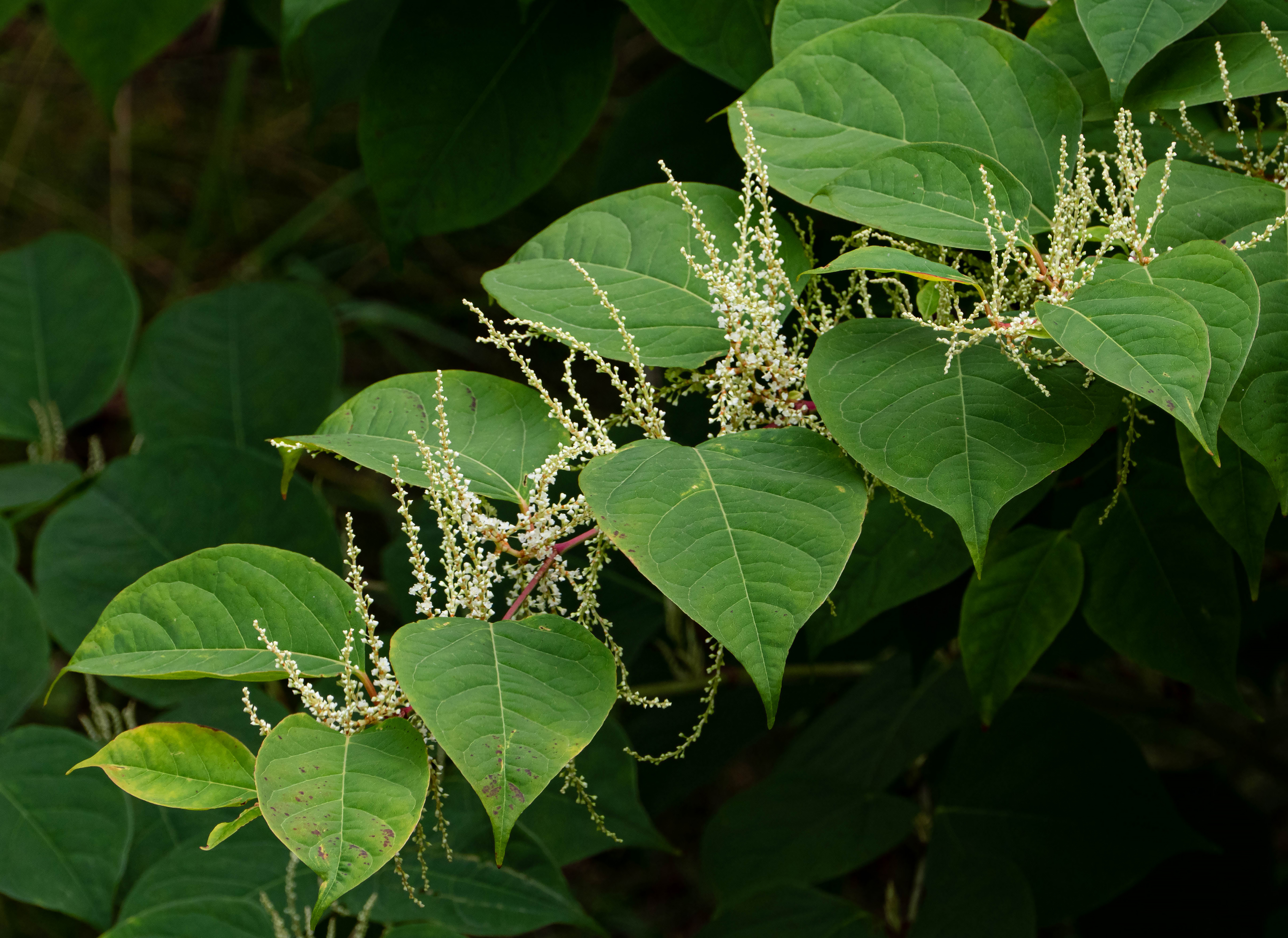
Reynoutria japonica
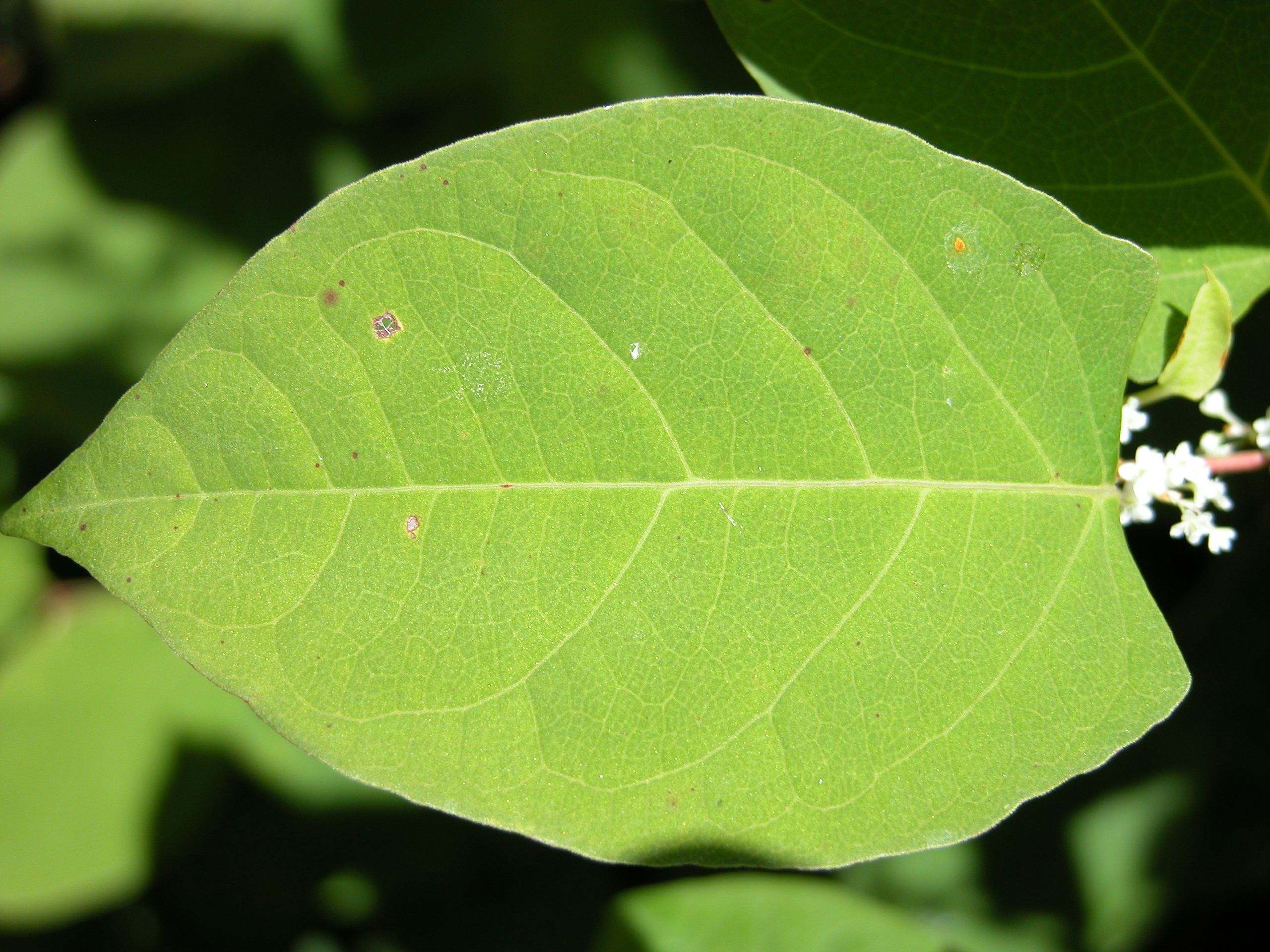
Reynoutria japonica
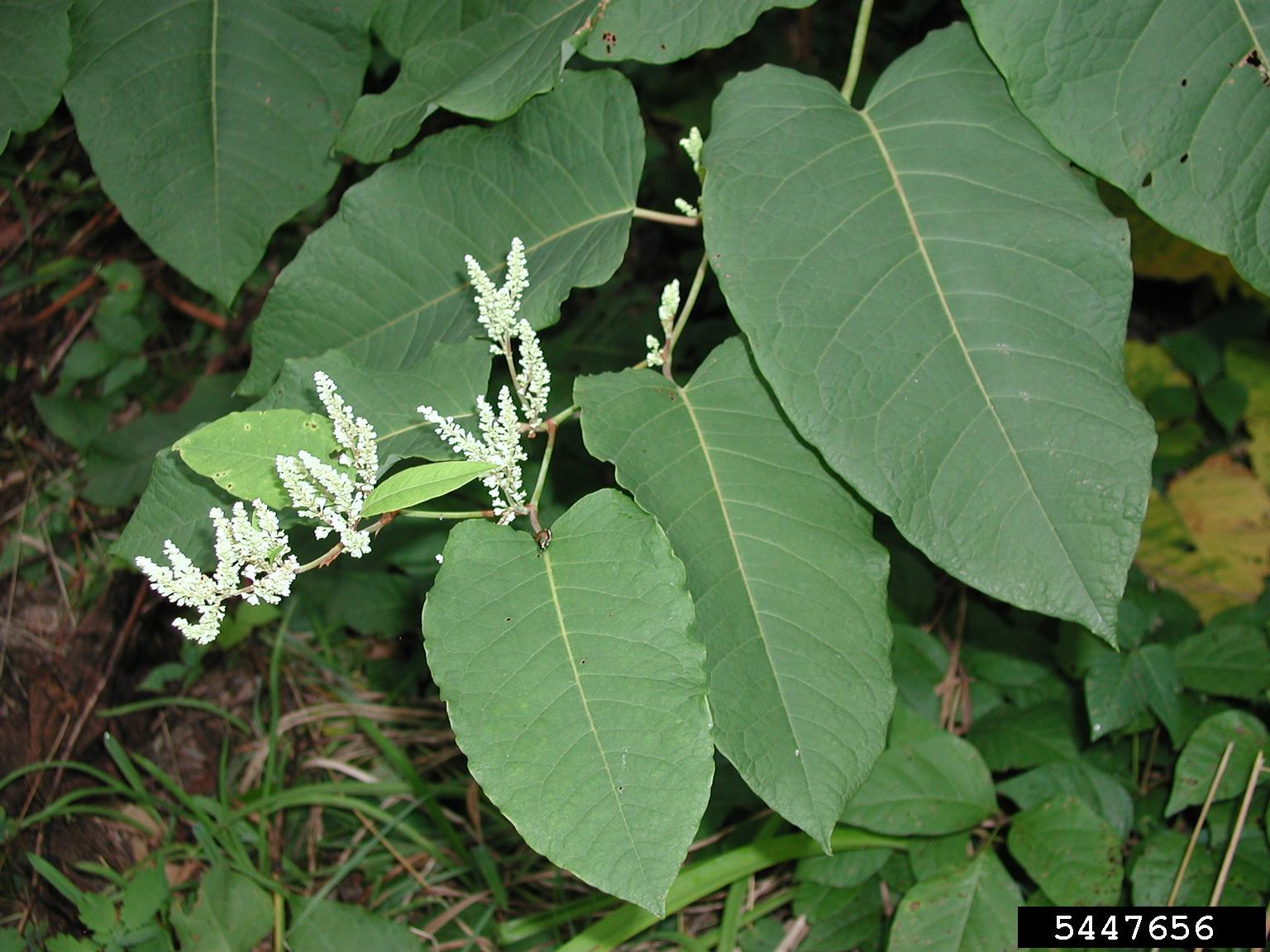
Reynoutria sachalinensis
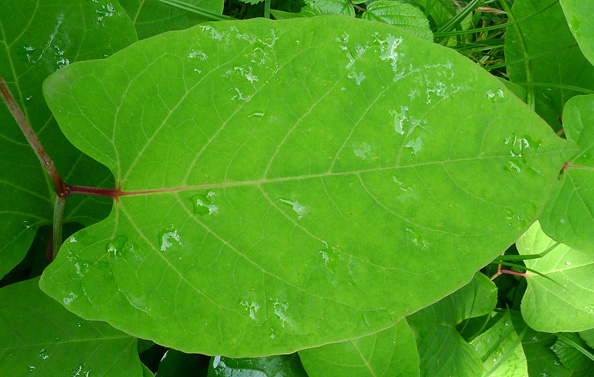
Reynoutria sachalinensis

## Biologie et écologie

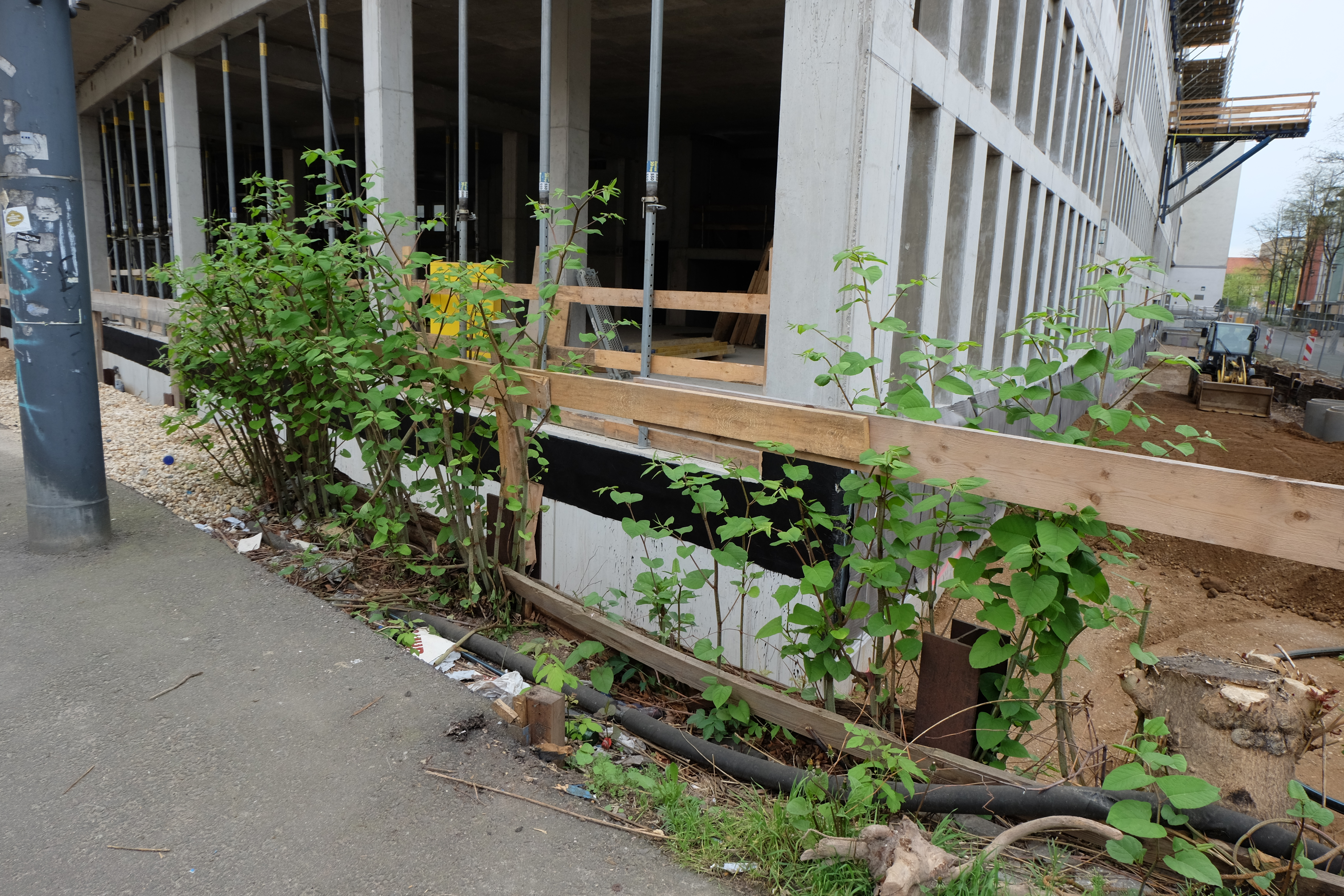
Reynoutria ×bohemica poussant en milieu urbain.

Reynoutria ×bohemica est une espèce hybride hexaploïde ayant pour parents Reynoutria japonica et Reynoutria sachalinensis. Contrairement à la Renouée du Japon en France, elle est fertile, mais reste génétiquement très variable. Ses rhizomes sont beaucoup plus compétitif, voire agressifs notamment à cause de l'effet hétérosis. Son envahissement est redouté car elle étouffe les espèces herbacées indigènes. En Belgique, sa plantation est d'ailleurs interdite en Région wallonne depuis le 1er janvier 2013.
Comme ses parents, Reynoutria ×bohemica est originaire des sols métallifères du Japon. En Europe, elle apprécie les milieux anthropisés dont le sol est chargé en métaux lourds, notamment le long des ruisseaux, des autoroutes et des voies ferrées ainsi que les friches et les anciennes décharges d'ordures ménagères[source insuffisante]. Plus précisément, il s'agit d'une plante héliophile qui pousse au sein des friches et lisières vivaces médioeuropéennes, eutrophiles, mésohydriques à mésohygrophiles où elle apprécie les sols légèrement basiques et riches en nutriments. En Europe occidentale, elle est associée au Lierre terrestre et à la grande Ortie.
Depuis, les années 1990, sa présence en Europe occidentale est de plus en plus abondante, signe que la pollution aux métaux lourds s'aggrave[source insuffisante].

## Répartition

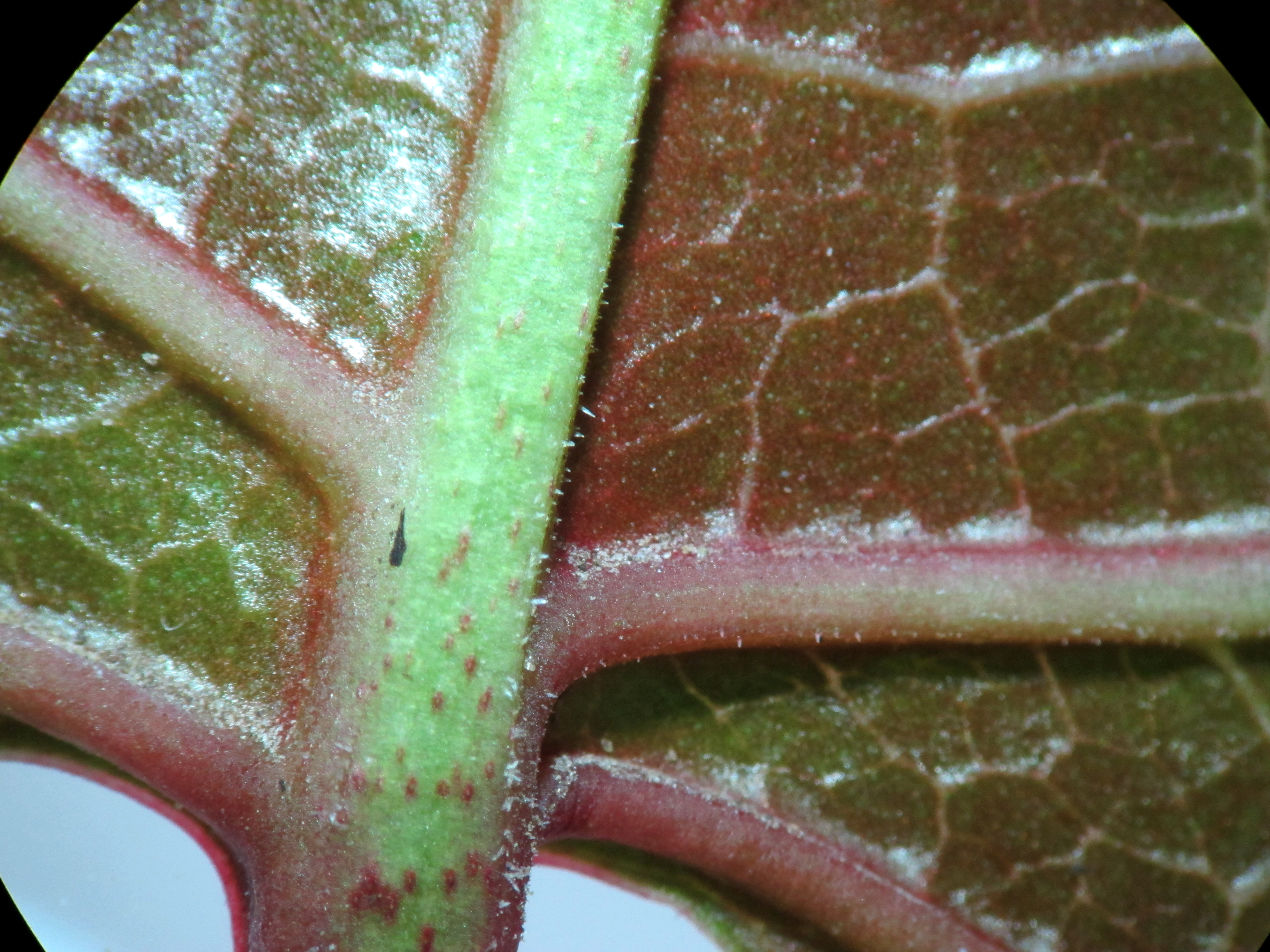
Poils de la nervure de la face inférieure de la feuille de Reynoutria ×bohemica.

Comme ses parents, cet hybride est indigène de l'île du Japon et considéré comme invasif en Amérique du Nord et en Europe.
Plus précisément, en Europe, il est présent en Allemagne, en Belgique, en Bulgarie, Russie européenne, au Danemark, en Finlande, en France, en Grande-Bretagne, en Hongrie, en Irlande, en Italie, en Norvège, en Pologne, en Roumanie, en Suède, en Suisse, aux Pays-Bas et en ex-Tchécoslovaquie. En Europe occidentale, de nombreuses mentions de R. japonica et R. sachalinensis doivent lui être attribuées.
En Amérique du Nord, cette plante est présente en Colombie-Britannique, au Connecticut, en Idaho, en Illinois, en Iowa, au Kansas, au Kentucky, en Louisiane, au Maine, au Maryland, au Massachusetts, au Minnesota, au Nebraska, à New York, en Terre-Neuve, en Caroline du Nord, en Nouvelle-Écosse, en Oregon, en Pennsylvanie, au Québec, au Tennessee, au Vermont, en Virginie, à Washington, en Virginie occidentale et au Wisconsin.

## Taxonomie
Pour un article plus général, voir Reynoutria.

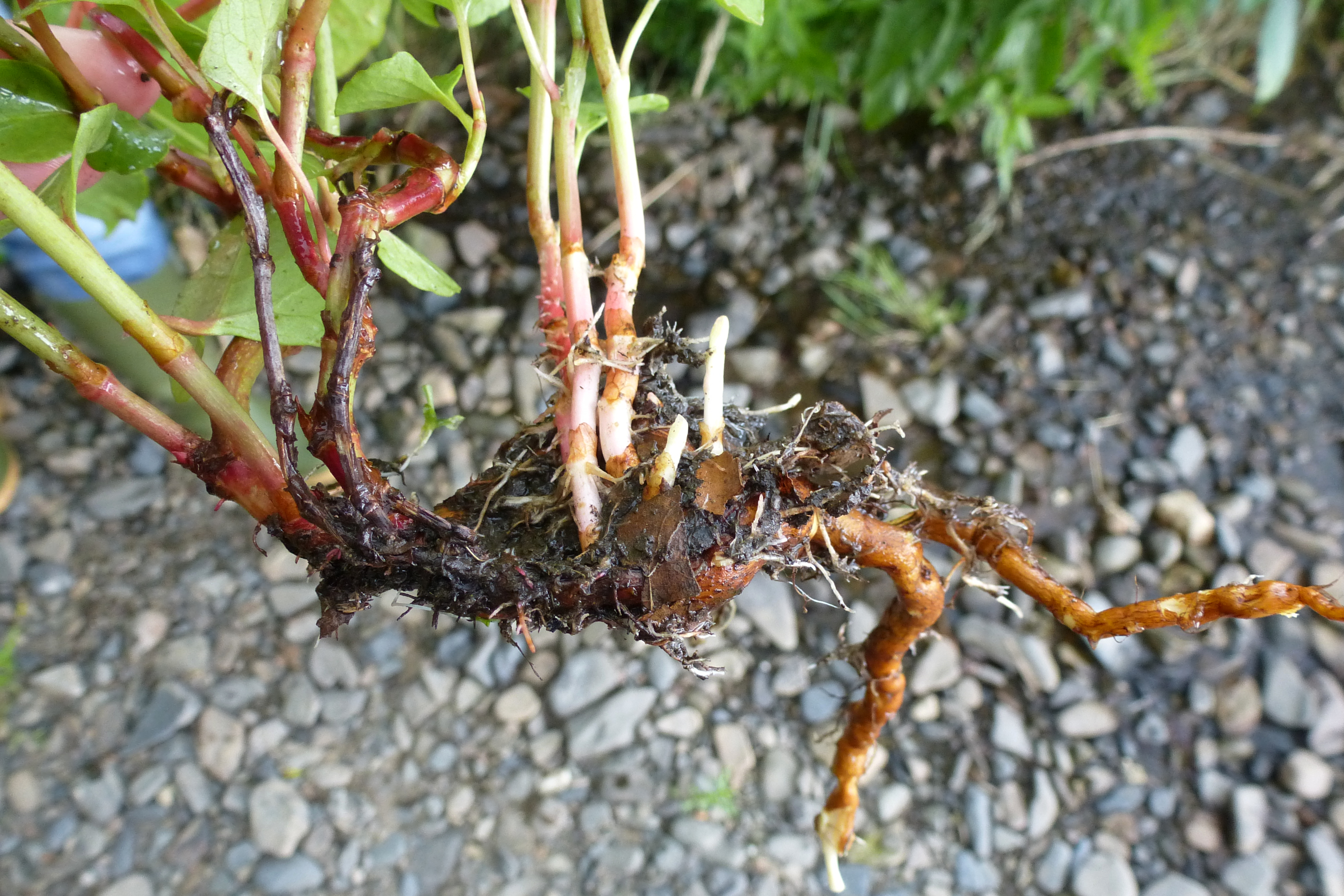
Partie souterraine rhizomateuse de Reynoutria ×bohemica.

Reynoutria ×bohemica est décrite pour la première fois par les botanistes tchèques Jindřich Chrtek et Anna Chrtková en 1983 à partir de spécimens récoltés près de Náchod dans la région historique de la Bohême. Il semble que ce soit son basionyme, Reynoutria, qui fasse consensus au sein des principaux organismes de référence en taxonomie comme les jardins botaniques de Kew, le muséum national d'histoire naturelle de Paris et Catalogue of Life. Néanmoins, d'autres références préfèrent la recombinaison au sein du genre Fallopia par le botaniste écossais John Paul Bailey en 1989 comme le jardin botanique du Missouri et le réseau de botanistes Tela Botanica qui suit l'avis de Ronse Decraene & Akeroyd de 1988 qui considèrent le groupe Reynoutria comme une section du genre Fallopia.
D'autres combinaisons ont été proposées comme en 1997 où le Japonais Misao Tatewaki considère la plante comme la variété intermedia de la Renouée de Sakhaline et en 2003 où les Américains Francis Zika et Arthur Jacobson la placent dans le genre Polygonum.
Ce taxon porte en français le nom vulgarisé et normalisé « Renouée de Bohême,, » et de façon plus marginale « Reynoutrie de Bohême » ainsi que « Renouée hybride ».

### Synonymie
Reynoutria bohemica a pour synonymes, : 
- Fallopia ×bohemica (Chrtek & Chrtková) J.P.Bailey
- Polygonum ×bohemicum (Chrtek & Chrtková) Zika & Jacobson
- Fallopia sachalinensis var. intermedia (Tatew.) Yonek. & H.Ohashi
- Polygonum sachalinense var. intermedium Tatew.
- Reynoutria sachalinensis var. intermedia (Tatew.) Miyabe & Kudô
- Reynoutria ×mizushimae Yokouchi ex T.Shimizu
- Reynoutria ×vivax J.Schmitz & Strank